# Municipio de Rosemont
El municipio de Rosemont (en inglés: Rosemont Township) es un municipio ubicado en el condado de McLean en el estado estadounidense de Dakota del Norte. En el año 2010 tenía una población de 34 habitantes y una densidad poblacional de 0,36 personas por km².

## Geografía
El municipio de Rosemont se encuentra ubicado en las coordenadas 47°48′13″N 101°23′29″O / 47.80361, -101.39139. Según la Oficina del Censo de los Estados Unidos, el municipio tiene una superficie total de 93.21 km², de la cual 92,7 km² corresponden a tierra firme y (0,56 %) 0,52 km² es agua.

## Demografía
Según el censo de 2010, había 34 personas residiendo en el municipio de Rosemont. La densidad de población era de 0,36 hab./km². De los 34 habitantes, el municipio de Rosemont estaba compuesto por el 100 % blancos. Del total de la población el 0 % eran hispanos o latinos de cualquier raza.